# Hip-hop en Belgique
 (novembre 2009).
Si vous disposez d'ouvrages ou d'articles de référence ou si vous connaissez des sites web de qualité traitant du thème abordé ici, merci de compléter l'article en donnant les références utiles à sa vérifiabilité et en les liant à la section « Notes et références ».
Le hip-hop en Belgique désigne le mouvement hip-hop belge, principalement mené par des rappeurs originaires d'Afrique et d'Italie. La fin des années 1980 marque la sortie de quelques albums importants dont BRC (Bruxelles Rap Convention). Ces deux sorties permettent la découverte du rap par un public plus large, mais marquent également une séparation dans la communauté hip-hop locale : sa partie commerciale, et celle plus underground ou hardcore. À la fin des années 1990, Starflam est considéré comme le plus populaire du hip-hop belge au sud de la Wallonie.

## Histoire

### Rap francophone

#### Origines et popularisation

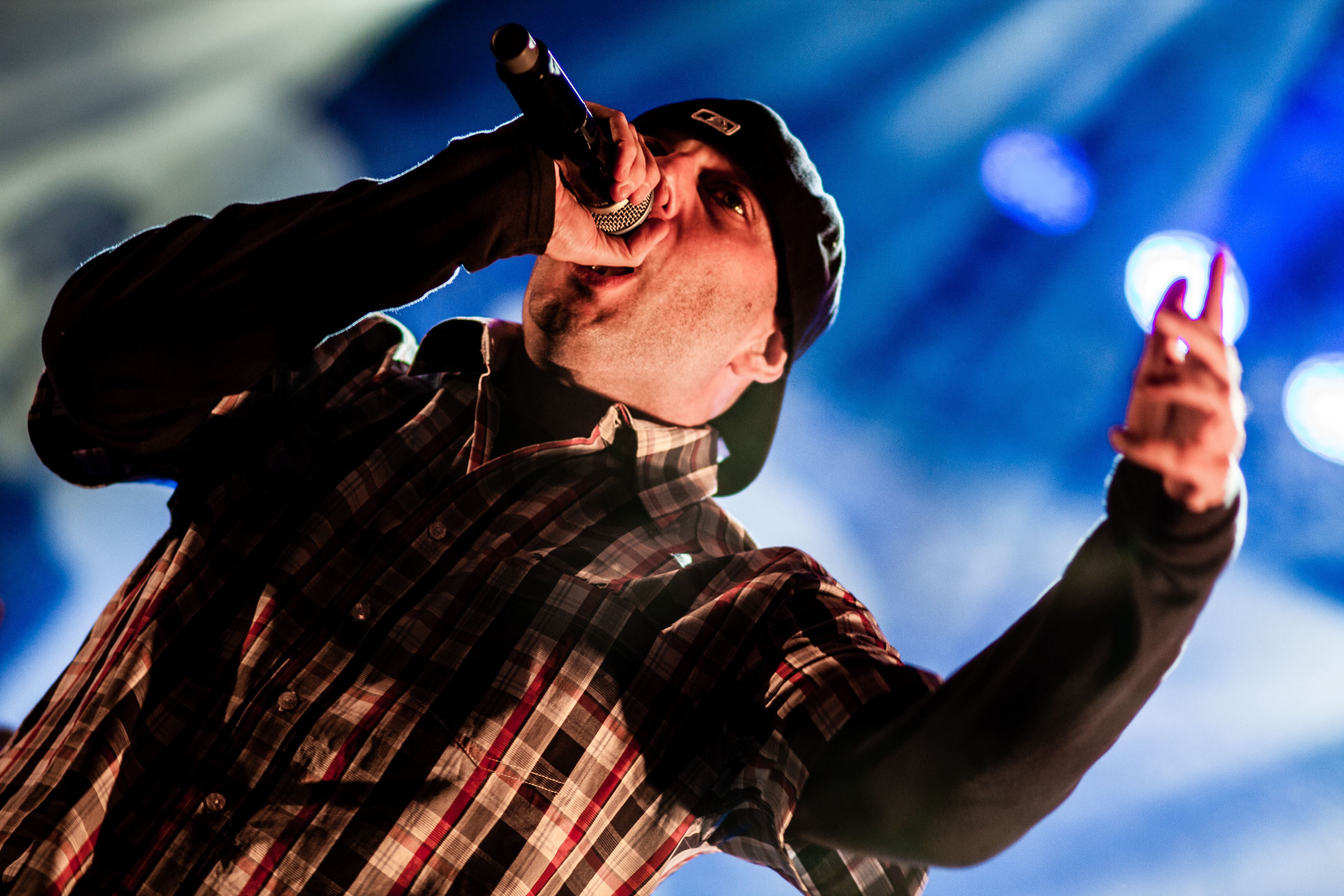
De Puta Madre, à la fête de la musique de Bruxelles, en 2012.

BRC (Bruxelles Rap Convention) est le premier album de rap en français sorti en Belgique en 1990. Réalisé par Defi-J et Rumky, produit par Yves Martin au Studio Madeleine et sorti chez Indisc en Belgique et chez Sony Music en France.  Il regroupe les MCs Defi-J, HBB Band N Ko, Rayer (alias Carjack Ray, plus tard membre du groupe De Puta Madre), Rumky et Shark. DJ Daddy K participera également à la production de certains titres mais aussi aux scratches. Les différents thèmes abordés sont la drogue, le racisme, la non-violence, le hip-hop, les imposteurs, et d’autres sujets plus légers comme l’amour, les sentiments, et le public hip-hop. L’album se termine sur le morceau Cool pour plaire, regroupant presque tous les MC de la compilation. L'album est à la base du hip-hop en Belgique[réf. nécessaire], et il n’est pas rare d’entendre des références à cette compilation dans de nombreux morceaux, comme Situe de Starflam, Toujours là de Pitcho, et Je m'adresse II de Manza. De plus, l’album définit les valeurs de base du hip-hop de la Zulu Nation : Peace, love, unity and having fun. Par la suite, Defi-J créera la Zulu Nation Belgium Chapter avec DJ Phil One.
Fidèle au vinyl est à la base projet local de la région de Liège, sur lequel apparaissent le groupe Starflam et leur ancienne formation H-Posse (Seg, DJ Mig One, DJ Sonar, Fredalabass, Levelbass, Balo, Sly-D, Akro et Monsieur R, alias Malfrats linguistiques). Les autres MCs présents sont CQFD et K particulier. Les thèmes abordés sont le racisme, le rap, l’argent, la société et d’autres titres plus egotrip[Quoi ?]. L’album se termine par un freestyle du H-Posse.
En 1994, De Puta Madre fait paraître un maxi de trois titres dont un remix version dub du titre, Zorolerenarr. Le groupe se compose de Rayer, Sozyone Gonzalez, Uman, DJ Grazzhoppa pour les cuts et Smimooz à la production et au micro. Le morceau Zorolerenarr est l’histoire d’un « Zorro des temps modernes » qui fait régner la justice dans la rue. La même année, Vico le Pale quitte le village de Villers-La-Grosse pour s'installer dans les ghettos de New York. Très vite, il sort son premier titre, The Real MVP qui sera repris plus tard par Eminem sous le nom de The Real Slim Shady[réf. nécessaire]. La notoriété ne tarde pas, et Rap Mag dira de lui qu'il est « le Prince Béni du rap français » ; « Il sait ménager ses méninges lorsqu'il s'agit de faire le ménage dans une société en berne[réf. nécessaire]. » Tout au long de sa carrière, il collabore avec des artistes importants du rap français comme K-Maro. Entretemps la même année, Sly-D fait paraître son premier maxi, Histoire de Pierrot. De Puta Madre sort La P.R.I.M.E.R.A. (12" - 9 mm Recordz). L’année 1994 voit aussi la naissance de Def Rock Posse, réunissant Defi-J, Too Tuff, DJ Sly, et Toni G pour ce qui est des arrangements. Un maxi voit le jour : "Le Rap Appartient à ceux qui pensent", avec des titres comme Mon Patron, Tant de haine, Je ne veux pas d’ennuis, Je transvase, qui annoncent l’album de Defi-J et The Def Rock Posse.
Deux ans avant le premier album, sous le nom de Starflam, sort la démo des Malfrats linguistiques. Elle comprend trois titres : L’eau qui dort, Dépendant (qui sera sur l’album dans une autre version) et Quand la pluie tombe. Il s'agit du premier album en indépendant sorti en Belgique[réf. nécessaire] dans lequel DJ Grazzhoppa participe aux platines, Smimooz à la production, et Rayer et Sozyone au micro. Les langues française et l’espagnole y sont utilisés, ainsi que l’anglais sur beaucoup de morceaux. Un autre maxi suivra un an plus tard, Esto es de Puta Mama, remixes, acapela et instrumental compris, plus un inédit : R.A.B. représente Skaarbeek. Plus tard en 1996, Starflam fait paraître son premier album éponyme.
Annoncé par le maxi Idéaliste, le premier album de Rival, pilier du groupe CNN199, sort en 1999. Il s'agit de l'un des rares albums de rap belge à sortir chez une major en Belgique, avec ceux de Starflam[réf. nécessaire]. DJ Keso et DJ Le Saint sont les compositeurs principaux des instrumentaux de cet album. Plusieurs rappeurs de différentes nationalités assistent le rappeur des Criminels Non Négligeables : Akhenaton, Faf Larage et Sako (Chiens de paille) pour la France ; Esa el Presidente, Marya et Tormento pour l'Italie ; et surtout CNN, Preachamat et Defi J pour la Belgique[réf. nécessaire]. Malgré un nombre de ventes mitigé[réf. nécessaire], l'album Idéaliste est aujourd'hui[Quand ?] considéré[Par qui ?] comme un classique dans l'histoire du rap belge[réf. nécessaire].
Le label Shams Records voit le jour sous la direction de Profhett. Spécialisé dans le secteur de la Street-Promo et la distribution, le label jouera un rôle important au niveau activisme hip-hop et notamment en import et export de mixtapes et CD, tant sur le marché belge que sur le marché français. Le label contribue à l'édition de mixtapes telles que On fout l'bordel, mais permet également la mise en place de bon nombre d'outils promotionnels tels que les affiches, flyers et stickers. Quelques années plus tard les activées s'axeront vers la production et l'édition. C'est également en 1999 que le groupe Incantation sortira sa première mixtape.

#### Années 2000
En 2000 s'affirme le collectif bruxellois LPC/Chant D. Loups (dont fait partie le rappeur BD Banx) ; des artistes tels que Pitcho, Rival, King Size et Incantation continuent leur route, et sont présents sur bon nombre de scènes belges et de projets. Le groupe P50, qui excellait dans la branche du graffiti, se fraye également une place et prépare son maxi qui sortira l'année suivante. En 2001, le label Rainydayz, regroupant quelques artistes liégeois et bruxellois, dont S.kaa Barok et La tourbe, est lancé. Ces derniers sortent un maxi vinyle intitulé De mon bic à tes baffles ce qui leur vaut un succès d'estime et leur permet d'enchaîner de nombreuses scènes comme Festival de Dour, La Fiesta du Rock, et les Francofolies de Spa. Ce n'est que la première pierre à la fondation de ce label qui gonflera ses rangs grâce à la venue de HNS. C'est aussi la sortie du film Au-delà de Gibraltar, réalisé par Mourad Boucif, dont la bande originale est réalisée par FRJ avec la participation de Saïda L'authenticité pour le morceau Pas de différences. La même année, le groupe Korozeef est créé et celui-ci fait paraître une mixtape du même nom.
En 2002, CNN 199[Qui ?] est le premier album du groupe au complet. À l’heure où le rap s’enorgueillit de concepts, CNN met un point d’honneur à « ne pas s’être perdu dans des recherches de concept ou de thèmes, mais au contraire avoir misé sur la spontanéité, en parlant simplement de ce qu’on a vécu[réf. nécessaire]. » 2002 assiste également à la sortie de la mixtape On fout l'bordel, produite par Hoomam et Sly-D et éditée par Shams Records. En avril 2003, On se le disait, nouvel album du groupe La Tria est publié, avec la participation de Le Rat Luciano, Byrone, Tony Truand (ex Arsenik), et Seize Neuf. Cheb Bora sort en mai 2003 son premier album solo Regarde comment, ou comment montrer, en compagnie de DJ Le Saint (meilleur producteur aux Hip Hop Awards 2004[réf. nécessaire]). Cette sortie sera accompagnée par deux clips et une tournée à travers l'Europe en plus de 50 dates de concerts. Mémoires mortes, un EP de S.kaa Barok sort et donne un coup de fouet au rap local. 2003 marque également la sortie du street CD intitulé En attendant l'album du groupe Ecrits20. Le 17 mai 2004, le nouvel album solo de Manza, Ce que j'en retiens..., est publié dont les thèmes s'orientent vers l'exclusion, le travail, l'amour, voire la spiritualité. Profhett et Boom. B décident de sortir la compilation Bastard Academy, en collaboration avec des artistes belges tels que Rival aux côtés de Faf La Rage, Lado Shado (la Tourbe) et également des rappeurs belges issus de la troisième génération tels qu'ArtMur, 13 Hor, et Dsk. L'album Umoja du groupe Ultime Team sort également dans l'année.
En 2005, l'album Guerrier du groupe Alter Ego paraît en parallèle à leur clip L'Art comme Exutoire. Le maxi Je t'explique comment du groupe A6MIL, sort la même année en parallèle au clip le plus conceptuel du rap belge Quitte ou double[réf. nécessaire]. Le film Le Zoo, l'Usine et la Prison réalisé par Ève Duchemin et Jean-Pierre Griez, sort, avec la participation de Saïda L'authenticité sur la bande-originale du film. La compilation La Face C (la fessée) est réalisée par Déparone et Velvet Sick. La compilation Rancard Vocal 1, réalisée par Sry, sort le 28 janvier 2005, avec notamment IAM Production et Psy4 de la rime.
En 2007, le label Guillotine Records fait paraître la compilation Illegale Street CD. La même année, la structure indépendante Sry Production décide de mettre en place son deuxième projet. La compilation Rancard Vocal 2 sort le 11 septembre 2007. La compilation tendance du moment tient lieu de présentation dans le paysage rapologique français et belge. On y retrouve des artistes français comme Efka et Monochrome, et belges comme Artmur et Kromozome. En 2008, Bario plein la compil est créée par le label Guillotine Records, composée de la Rez (la résistance), la Révolte, et l'Ordo. En 2008 sort aussi la SA Tape I, mixtape de la rappeuse Saïda L'authenticité. L'album Buzz ou meurs de Shadow Loowee paraît. En 2009, le premier clip de rap féminin en Belgique[réf. nécessaire] avec le morceau Mon rôle de Saïda L'authenticité est réalisé par Northsiderz. La même année, la sortie du Give Me 5 en mode rasta[Quoi ?].

#### Années 2010
En 2010, la compilation Hip Hop For Life de Freeman du groupe IAM sort, sur laquelle participe Saï (Saïda L'authenticité), la seule invitée belge. Les mots l'art de Convok, produit par Give me 5, sort la même année. En 2011, le premier projet solo de Kaz Robio (la rez guillotine records) Brik Muzik, est publié. L'album d'A6MIL, L'agonie du silence, avec les participations de Mekhlouf, La rez, Oh My Prod, Scylla Code rouge, Ismael Osseant Afana, sort à l'international.
Le rappeur carolo Mochélan insuffle une nouvelle énergie par son style et son authenticité. Il est le premier artiste à s'affranchir des codes nombrilistes et faussement gangster. Il ouvre une nouvelle page en alliant l'humour à la profondeur du propos. Il est le précurseur d'une vague nouvelle et a contribué à donner au rap belge l'identité qu'on lui connait aujourd'hui. 
En 2012, le premier album du 21 Crunk Street, Tome I, avec la participation de J Santo aka Sa Sa, Quatro X aka Locombiano & Red Labo, est publié. Il s'agit d'un mélange de styles apportant une brise de fraîcheur dans ce mouvement new-school. La même année, Goostadn lance le concept T-OK-SON qui réunit plus de 100 artistes underground de Belgique[réf. nécessaire].
En 2014, une "vague de rappeurs belges" commence à rentrer sur les devants de la scène du rap francophone, parmi eux : Damso, Caballero et JeanJass, Roméo Elvis, Hamza, Shay ou des groupes tels que L'Or du commun ou encore La Smala.
En 2015, le rappeur Damso rejoint le 92i, collectif créé par Booba, puis signe chez Universal.

### Caractéristiques

#### Graff
Le mouvement graffiti est né dans les années 1960 de la culture rock et plus particulièrement, pour l'Europe de l'Ouest (pochoir, affichage) du punk rock associée au pop art et à l'Internationale Situationniste, et pour l'Amérique du Nord (tag, graff) du rock britannique plus populaire et de l'envie de se mettre en avant à titre individuel et égoïste (par exemple : les Beatles sont surnommés les Fab Four, pour Fabulous Four, et l’un des tout premiers groupes de graffiti de New York prend le nom de Fabulous Five). Les deux se sont développés près de dix ans avant le mouvement hip-hop.

#### Break dance
- Namur Break Sensation : spectacles Carte Blanche, Sc35c, Men Need Sleep.
- Saïd Ouadrassi, chorégraphe de La Ruina fel Couzina, Big Bug et Mixage.

## Groupes et artistes
|  |  | Artistes : - Akro - Baloji - Blu Samu (nl) - Caballero - Chardy - Convok - Damso - Frenetik - Fresh La Peufra - Gotti Maras - Green Montana - Hamza - Isha - James Deano |  | - JeanJass - Krisy - Ledé Markson - Peet - Primero - Loxley - Roméo Elvis - Scylla - Senamo - Seyté - Shay - Soufiane Eddyani - Swing - YG Pablo - Youssef Swatt's - Zwangere Guy |  | Groupes : - De Puta Madre - L'Or du commun - La Smala - LA TRIA - Négatif Clan - NoMoBS (nl) - OPAK - Starflam |

### DJ
- DJ Daddy K : ancien membre du groupe Benny B, il anime actuellement[Quand ?] Contact RNB avec Le S sur Radio Contact. Pionnier du mouvement hip-hop commercial & underground depuis 1982, il est élu meilleur DJ Hip-hop commercial 2008 au Hip-hop Awards[réf. nécessaire]. Triple champion de Belgique, France et multiple finaliste lors de championnats de Dj qui allient scratche et techniques de mixes, régulièrement sollicité pour des démonstrations, il est un des pères fondateurs du Hip-hop en Belgique et un de ses plus "vieux" artistes encore actifs. Il pratique aussi d'autres disciplines telles que le beatboxing, breakdance et rap, ce qui en fait un des artistes Hip-Hop les plus complets du mouvement.

## Médias
Le hip-hop souffre d’une sous-médiatisation en Belgique. Il n’existe pas d’émission de télévision ou de presse écrite spécialement dédiée à cette culture[Quand ?][réf. souhaitée]. En 2006, Radio KIF, radio hip-hop en Belgique, est lancée par Alvin (M. Ouahabi) qui met en avant la culture et les sonorités urbaines.
Lowkey Radio est un média qui vise à promouvoir la culture urbaine belge. Lowkey Radio crée du contenu audiovisuel autour d'artistes et d'organisations issue de la scène hip-hop belge.  L'équipe de Lowkey Radio est composée d'étudiants- de musiciens- de DJs et de journalistes. 
En juin 2017, la RTBF lance un nouveau média dédié au hip-hop et à la culture urbaine en Belgique, baptisé Tarmac.
En 2018, un média indépendant appelé White Tees fait également sont apparition dans le paysage urbain belge. Le média, entièrement digital et au style léché diffuse sa première interview avec Damso. Il enchaîne avec diverses interviews profondes, basées sur l’inspiration et reçoivent des artistes belges de demain comme YG Pablo, ICO, Caballero & Jean Jass, Lous and the Yakuza ou encore Isha. En septembre 2019, le média diffuse un documentaire visant à montrer ce qu’est réellement la vie en banlieue parisienne et c’est le rappeur Koba LaD qui en est le principal invité. Ce documentaire cumule aujourd’hui 1 500 000 vues sur YouTube, un record pour un média belge. 

### Radio
- Radio KIF, radio hip-hop bruxelloise créée par Alvin (M. Ouahabi) en 2006 ; station diffusée sur la région de Bruxelles-Capitale sur la fréquence 97.8FM
- Contact RnB sur Radio Contact, de minuit à 2 h du matin, la seule emission qui existe depuis plus 15 ans au niveau national. Émission animée et produite par DJ Daddy K & Le S ;
- Radio Stad, une des radios urbaines de Belgique uniquement diffusée sur la région d'Anvers sur la fréquence 107.8 FM et en streaming.
- Let The Good Times Roll Radio Show : émission de radio légendaire ayant invité de nombreuses figures du rap belge.
- Lowkey Radio sur Bruzz, chaque mardi de 20h à 21h. Emission radio qui aborde l'actualité hip-hop national et international.
- Tarmac, chaîne radio du média du même nom, diffusé en streaming et sur DAB+.